# Policijska akademija (franšiza)
Policijska akademija je filmska franšiza koja je počela 1984. s filmom Policijska akademija (1984.) (Police Academy). Malo je poznato da je zamisao za film došla kad je scenarist na snimanju jednog drugog filma vidio stvarne policijske novake karikaturne pojave, unovačenih po obrascu koji je spomenut u prvom nastavku, da se primi širi krug ljdui. Prvi film iz serijala postigao je veliki uspjeh, što je stvorilo zahtjeve za nastavkom koji je brzo proizveden. Njegovi nastavci također su bili uspješni, pa su gotovo svaku godinu izlazili novi nastavci. 1985. godine u kina je došla Policijska akademija 2 (Police Academy 2: Their First Assignment), koji je također postigao financijski uspjeh, premda ne kao prvi. 1986. je godine izašla Policijska akademija 3 (Police Academy 3: Back in Training). Četvrti nastavak bio je Policijska akademija 4 (Police Academy 4: Citizens on Patrol) objavljen 1987. godine. Peti nastavak bio je 1988. godine, Policijska akademija 5 (Police Academy 5: Assignment Miami Beach), u kojem su se "maknuli" iz svog grada u floridsko okružje. Šesti nastavak bio je 1989. godine, Policijska akademija 6 (Police Academy 6: City Under Siege). "Međunarodno" su pošli 1994., u Rusiju, koja je izabrana u duhu sveopće liberalizacije i otopljavanja odnosa dviju supersila: Policijska akademija: Misija Moskva (Police Academy: Mission to Moscow). Kroz cijeli serijal provlači se desetak stalnih protagonista i antagonista, a u nastavcima su se pojavili likovi koji su postali dijelom stalne postave junaka serije.
Iznjedrila je i dvije serije, jednu igranu, Policijska akademija (televizijska serija) (Police Academy: The Series, 1987. — 1988.), koja je doživjela samo jednu sezonu i u kojoj je samo jedan glumac bio izvorni, dok su ostali likovi bili u nekakvom srodstvu ili prijateljstvu s izvornim likovima iz filma. Animirana serija Policijska akademija (animirana serija) (Police Academy: The Animated Series, 1989. — 1991.) imala je više epizoda. 
Osmi nastavak iz serijala je u razvoju od 2003. godine. Izrada predugo traje, zastala je u samim prvim dionicama 2003., pa 2012. godine. Glumac Steve Guttenberg izjavio je da se sprema osmi nastavak, ali nije iznosio detalje.